# 528
سنة 528 م (بالأرقام الرومانية: DXXVIII) كانت سنة كبيسة تبدأ يوم السبت (الرابط يظهر نموذج الجدول الزمني الكامل للسنة) من التقويم اليولياني. بدأت تسمية السنة ب528 منذ العصور الوسطى المبكرة، عندما أصبح تقويم أنو دوميني هو الأسلوب السائد في أوروبا لتسمية السنوات.

## أحداث
- تأسيس مدينة يوانينا وتقع حاليا في اليونان.